# Dénat
Dénat – miejscowość i gmina we Francji, w regionie Oksytania, w departamencie Tarn.
Według danych na rok 1990 gminę zamieszkiwały 572 osoby, a gęstość zaludnienia wynosiła 38 osób/km² (wśród 3020 gmin regionu Midi-Pireneje Dénat plasuje się na 537. miejscu pod względem liczby ludności, natomiast pod względem powierzchni na miejscu 765.).